# Uredinella coccidiophaga
Uredinella coccidiophaga är en svampart som beskrevs av Couch 1937. Uredinella coccidiophaga ingår i släktet Uredinella och familjen Septobasidiaceae.   Inga underarter finns listade i Catalogue of Life.